# مارینا کولاسانتی
مارینا کولاسانتی (انگلیسی: Marina Colasanti; ۲۶ سپتامبر ۱۹۳۷ – ۲۸ ژانویهٔ ۲۰۲۵) روزنامه‌نگار، مترجم و نویسنده اهل برزیل ایتالیایی‌تبار بود. کولاسانتی در سال‌های ۱۹۶۸ تا ۲۰۱۷ بیش از ۷۰ کتاب منتشر کرد که شامل آثار شعر، مجموعه داستان کوتاه و ادبیات کودکان می‌شد.